# The Blood Brothers
The Blood Brothers (укр. Брати по крові) — авангардний музичний гурт заснований у 1997 році у Сіетлі, США; виконував експериментальну музику у стилях пост-хардкор та артпанк. Учасники гурту беруть участь також у побічних проєктах Neon Blonde та Head Wound City.

## Склад

### Поточний склад
- Джонні Вітні (Johnny Whitney) — вокал, клавішні
- Джордан Блілі (Jordan Blilie) — вокал
- Коді Вотолато (Cody Votolato) — гітара, перкусія, вокал
- Морґан Гендерсон (Morgan Henderson) — бас-гітара, гітара, клавішні, вокал
- Марк Ґаджадхар (Mark Gajadhar) — барабани, перкусія

### Колишні учасники
- Девін Велч (Devin Welch)